# 24173 SLAS
24173 SLAS — астероїд головного поясу, відкритий 3 грудня 1999 року.
Тіссеранів параметр щодо Юпітера — 3,303.